# Valentine Hannecart
Pour les articles homonymes, voir Hannecart.
Valentine Hannecart, née le 22 janvier 1996 à Andenne en Belgique, est une footballeuse belge.

## Biographie
Elle débute à l'âge de 5 ans à Schaltin. En 2002, elle va à la RJS Bas-Oha où elle est repérée par le Standard de Liège. Elle part dans le club liégeois en 2009. En juin 2013, elle est transférée au RSC Anderlecht. En 2015, elle revient au Standard de Liège. Trois ans plus tard, elle est transférée à OHL. Désormais elle entraine également les dames du Cercle Sportif Andennais évoluant en Division 2 ACFF.

## Palmarès
- Championne de Belgique (4) : 2012 - 2013 - 2016 - 2017
- Championne de Belgique D1 (1) : 2016
- Championne de Belgique D2 (1) : 2013
- Vainqueur de la Coupe de Belgique (1) : 2012
- Vainqueur de la Coupe de Belgique cadettes (1) : 2011
- Doublé Championnat de Belgique-Coupe de Belgique  (1) : 2012

### Bilan
- 7 titres

## Statistiques

### Ligue des Champions
- 2012-2013: 2 matchs
- 2016-2017: 3 matchs

## Distinctions individuelles
- Mérite sportif de la ville d'Andenne (2012)
- Prix de l'encouragement et prix du public de la ville d'Andenne (2011)